# San Sisto Vecchio

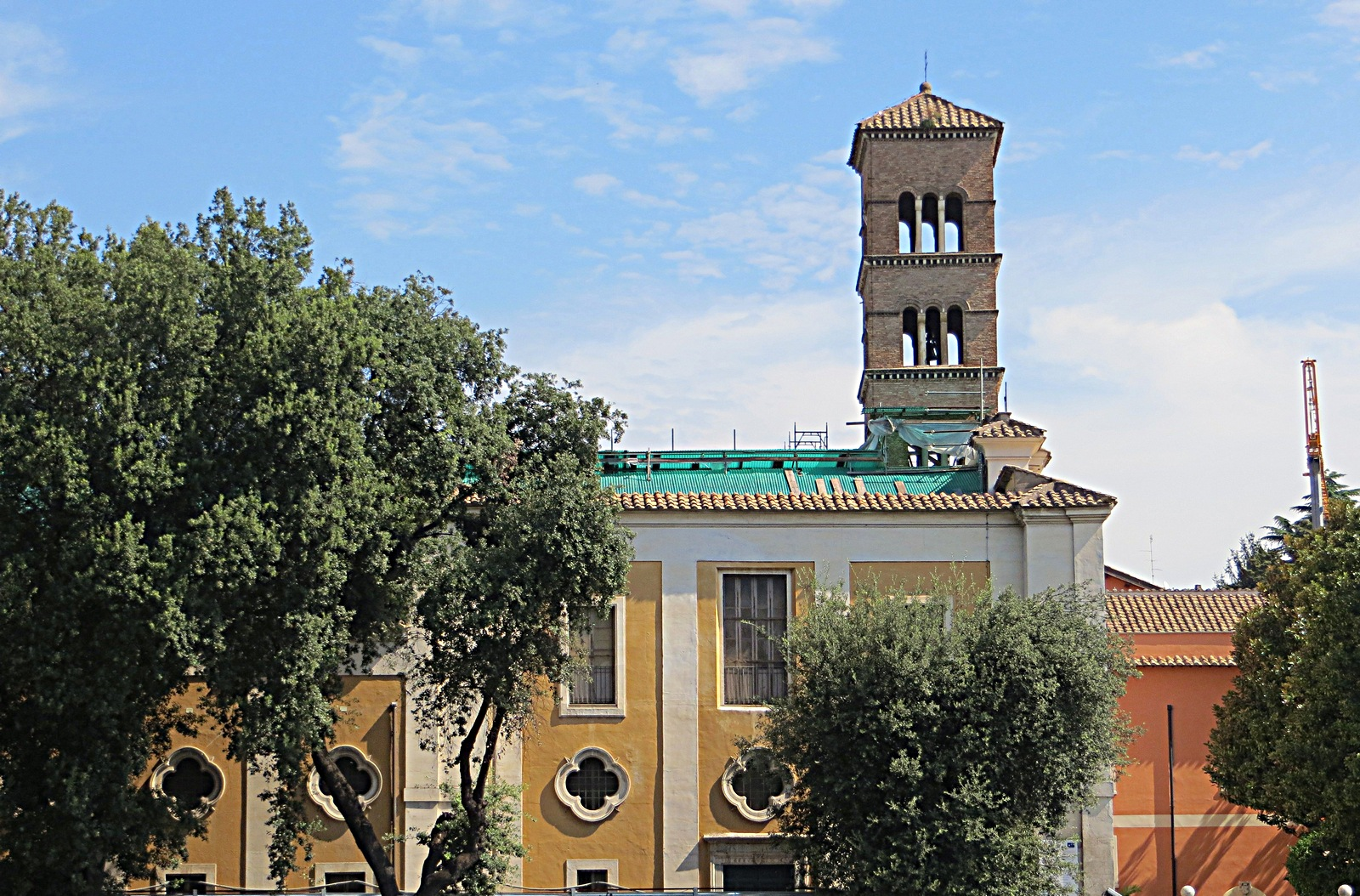
San Sisto Vecchio

San Sisto Vecchio (Alt St. Sixtus, auch San Sisto all‘Appia) ist eine Dominikanerinnen-Klosterkirche, Titelkirche und Basilica minor.

## Lage und Übersicht

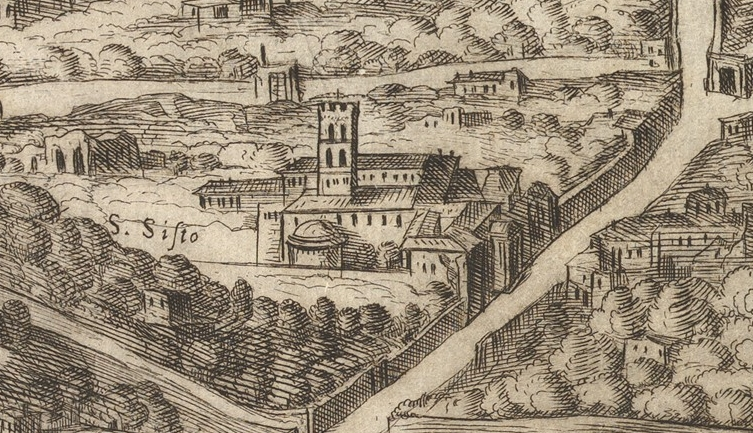
Stich von Antonio Tempesta, 1593

Die Kirche liegt im XIX. römischen Rione Celio im Süden des antiken Rom, und zwar am innerstädtischen Beginn der Via Appia, gegenüber von den Caracalla-Thermen und der Basilika Santi Nereo e Achilleo sowie nur wenige hundert Meter südöstlich der ehemaligen kleinen Klosterkirche Santa Maria in Tempulo.  
Die erste Kirche an dieser Stelle wird um das Jahr 400 datiert. Der romanische Campanile entstand Anfang des 13. Jahrhunderts, das Langhaus, eine einschiffige Halle, erhielt die heutige Gestalt in den Jahren 1725–1727, umfasst aber auch Teile aus älteren Bauphasen.

## Geschichte
Papst Anastasius I. (399–401) gründete an dieser Stelle eine Basilika, die anfangs Titulus Crescentianae genannt wurde, wie dem Liber Pontificalis zu entnehmen ist. Dieser Name stammt wahrscheinlich von einer Stifterin Crescentia, über die keine weiteren Nachrichten vorliegen.  
Wie in verschiedenen vergleichbaren Fällen wurde spätestens Ende des 6. Jahrhunderts der Name der Stifterin ersetzt durch den Namen des als Märtyrer gestorbenen Papstes Sixtus II. (257–258). Das ergibt sich aus einer Schrift von 591 des Papstes Gregor I. (590–604) und aus den Römischen Synodalakten von 595, wo der neue Name Titulus sancti Xisti und damit das Patrozinium des hl. Sixtus erstmals genannt wird.   
Dieser frühchristliche Kirchenbau war eine dreischiffige Basilika mit Apsis im Westen und einem Atrium im Osten. 
Die heutige Kirche ließ Papst Innozenz III. (1198–1216) über den Fundamenten des Mittelschiffs und der Apsis der frühchristlichen Kirche als einschiffigen Längsbau nebst Campanile Anfang des 13. Jahrhunderts neu errichten. 1219 übergab Papst Honorius III. (1216–1227) die Kirche an Domingo de Guzmán, genannt Dominikus, der 1215 den Predigerorden (Ordo fratrum praedicatorum) gegründet hatte. Mit dem neben der Kirche erbauten Kloster entstand hier die erste Niederlassung der Dominikanerinnen in Rom mit strenger Klausur. 1221 verfügte derselbe Papst die Auflösung des bisher benachbarten Klosters Santa Maria in Tempulo und die Umsiedlung der Nonnen nach San Sisto Vecchio.
Im Jahr 1575 mussten Kirche und Kloster wegen der sumpfigen und malariagefährdeten Lage aufgegeben werden. Die Dominikanerinnen zogen um in die Kirche Santa Maria di Magnanapoli am Quirinal, später Santi Domenico e Sisto oder San Sisto  Nuovo genannt. Seitdem führt die bisherige Kirche San Sisto den Namenszusatz Vecchio. 
Titelkardinal Filippo Buoncompagni veranlasste 1582 den Bau einer neuen Fassade und die Umwandlung des bisherigen Atriums in einen freien Platz vor der Kirche. Im Innern wurde die Ausstattung im Stil der Zeit neu gestaltet und eine Kassettendecke eingezogen. 
Unter Papst Benedikt XIII. (1724–1730) erfolgte eine durchgreifende Restaurierung der bereits baufällig gewordenen Kirche durch Filippo Raguzzini und die Wiederbesiedlung durch einen monastischen Konvent. 
Nach der Eingliederung Roms in das Königreich Italien wurde das Kloster 1874 verstaatlicht und der Konvent aufgehoben. 1893 erwarb Maria Antonia Lalia die Gebäude und gründete hier die Missionsdominikanerinnen von San Sisto mit einer renommierten Schule. Bei der Restaurierung von 1936–1938 legte man in den Seitenmauern der früheren Seitenschiffe die ursprünglichen Bogenstellungen und die Reste der ehemaligen Apsis wieder frei.

## Außen

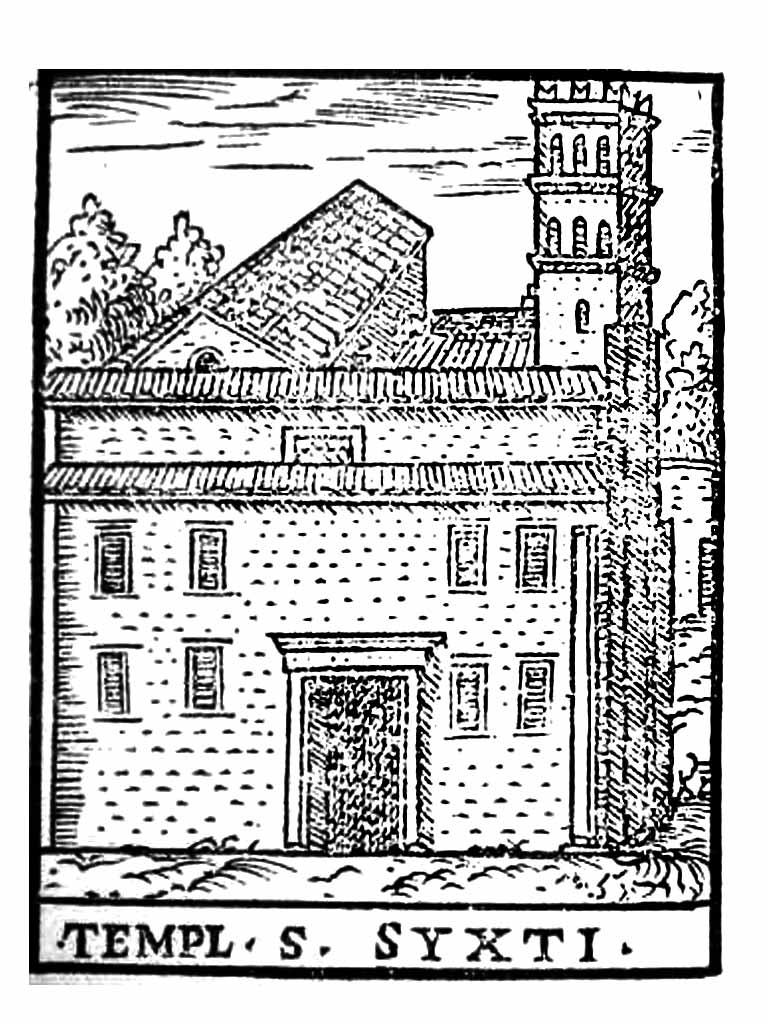
Portikus im 16. Jh. Holzschnitt aus: Girolamo Franzini, Le cose maravigliose dell´alma città di Roma, 1588

Die frühchristliche, um 400 errichtete Kirche lag etwa 3,5 Meter tiefer als das heutige Niveau; es war eine dreischiffige Säulenbasilika mit halbrunder Apsis (ca. 47 × 25 m) und abgeschrägter Eingangsfront, die sich mit drei Arkaden zum Atrium hin öffnete. Zwölf Granitsäulen trugen die Arkaden und den Obergaden des Langhauses. An der rechten Außenwand des höher gelegenen Nachfolgebaus sind noch die ehemaligen Scheidbogen zwischen Mittelschiff und rechtem Seitenschiff mit den Säulenschäften sowie mit vier Kompositkapitelle aus zeitgenössischer Produktion zu sehen. Über den Arkaden des Mittelschiffs sowie im Chor und in der Fassade befanden sich große Rundbogenfenster.
Bei dem Umbau der dreischiffigen Basilika in einen einschiffigen Längsbau Anfang des 13. Jahrhunderts wurden die Seitenschiffe abgetragen und der Innenraum verändert (48 × 12,5 m). Der gleichzeitig entstandene Campanile hat in den drei oberen Geschossen jeweils von kleinen Säulen abgestützte Triforien.
Die 1582 errichtete neue Fassade mit drei Mittelachsen und zwei Seitenrisaliten täuscht vor, für eine mehrschiffige Kirche bestimmt zu sein. Tatsächlich erstreckt sich das Kirchenschiff lediglich hinter dem durch Portal und Rundbogenfenster betonten Mittelteil. Das eigentliche Portal mit Dreieckstympanon und Volutenkonsolen wird durch breite Pilaster und Gebälk mit Segmentgiebel noch einmal gerahmt und hervorgehoben.
In den bemerkenswerten barocken Kreuzgang mit Freskoszenen aus dem Leben des heiligen Dominikus sind Bögen, Säulen und Kapitelle der altchristlichen Basilika integriert.

## Innen
Die Wände der frühchristlichen Basilika sollen mit Marmorverkleidung und Mosaiken ausgestattet gewesen sein.   
In einem schwer zugänglichen Raum links vom Chorjoch am Beginn der Apsisrundung sind an der Außenwand des ehemaligen Mittelschiffs die Reste von Fresken aus dem 13. bis 15. Jahrhundert freigelegt worden, u. a. das Pfingstwunder sowie Szenen aus dem Leben der hl. Katharina von Siena und des Märtyrers Eustachius. 
Der Innenraum der heutigen Kirche zeigt die reiche Barockausstattung des 18. Jahrhunderts, bewahrt aber auch noch einige Bauteile der frühchristlichen Kirche und Freskenreste vom Ende des 13. Jahrhunderts.

## Ikone Maria Advocata

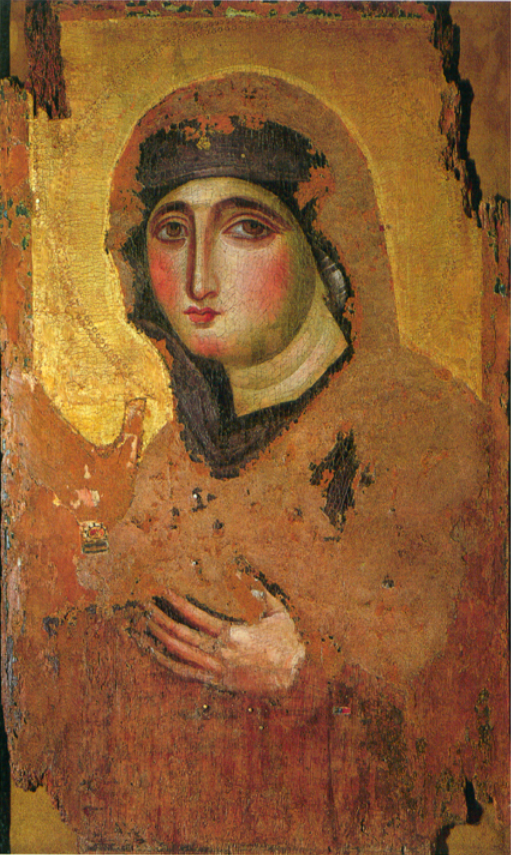
Maria Advocata oder Hagiosoritissa, 6. Jahrhundert

Bei der Einweihung der mittelalterlichen Kirche im Jahr 1221 trug Dominikus persönlich die bereits damals hochverehrte Ikone der Maria Advocata, die bisher in der benachbarten kleinen Kirche Santa Maria in Tempulo verwahrt worden war, in den Neubau der Dominikanerinnenkirche San Sisto. Dort verblieb die Ikone bis zur Fertigstellung der Barockkirche Santi Domenico e Sisto am Quirinal im Jahr 1575 und befindet sich seit 1931 in der Kirche der Dominikanerinnen des Klosters Santa Maria del Rosario auf dem Monte Mario, wo zu bestimmten Zeiten Besucher zugelassen sind. Diese Ikone, auch als Hagiosoritissa bezeichnet, gilt als eine der ältesten gemalten Mariendarstellungen und als die älteste Marienikone Roms. Maler und Entstehungszeit sind nicht bekannt; Fachleute halten aus unterschiedlichen Gründen eine Entstehung im 6. Jahrhundert im syrisch-palästinensischen Raum für wahrscheinlich.

## Kardinalpriester
Die Kirche ist mindestens seit 499 Titelkirche. Für die Titelträger siehe: Liste der Kardinalpriester von San Sisto